# Lijst van VOC-directeuren van Perzië

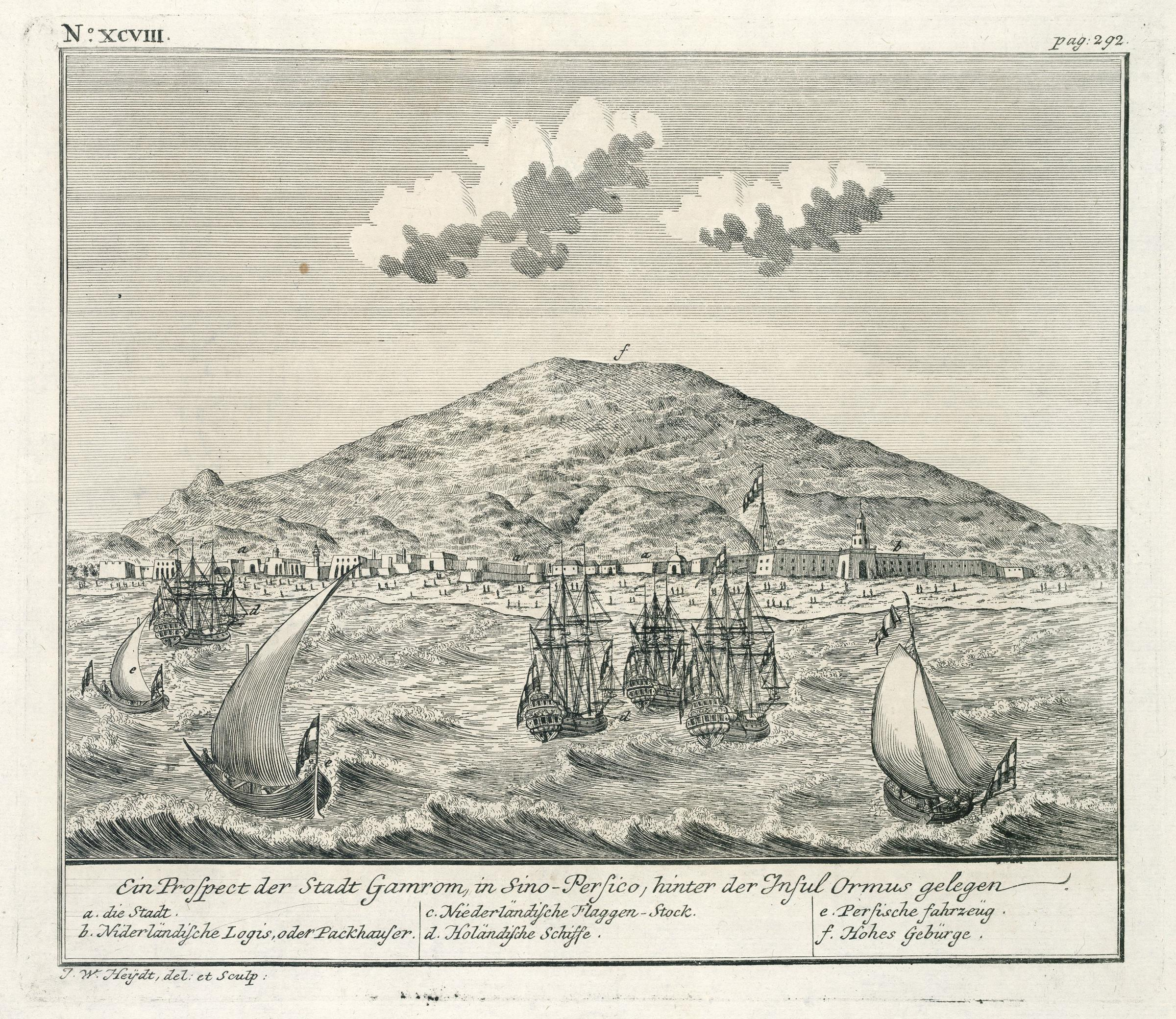
Gamron.

De eerste handelsposten van de VOC in Perzië, in Gamron en Isfahan, werden gesticht door de koopman Huibert Visnich. Ze vielen tot 1632 onder de directie van Suratte. Daarna kreeg Perzië een eigen directeur. In 1724 werd de directeur een gezaghebber. In 1747 werd de directie een residentie, en werd het kantoor in Isfahan opgeheven. In 1755 kwam Perzië te vallen onder het twee jaar eerder gebouwde Fort Mosselstein op het eiland Kareek. In 1766 werd ook dit opgeheven.
- 1623 – 1630 Huibert Visnich (onder supervisie van Pieter van den Broecke en daarna Johan van Hasel in Suratte)
- 1630 – 1633 Anthonio del Court
- 1633 – 1638 Nicolaas Jacobsz. Overschie
- 1638 – 1639 Adam Westerwoldt
- 1639 – 1640 Adriaan van Oostende
- 1640 – 1643 Wollebrand Geleynsen de Jonge
- 1643 – 1645 Karel Constant
- 1645 – 1647 Wollebrand Geleynsen de Jonge
- 1647 – 1649 Nicolaes Verburgh
- 1651 – 1653 Dirck Sarcerius
- 1654 – 1655 Joan Berkhout
- 1656 – 1661 Jacob Willemsen
- 1661 – 1666 Henrik van Wyk
- 1666 – 1667 Huibert de Laresse
- 1667 – 1670 IJsbrand Godsken
- 1670 – 1671 Lucas van der Dussen
- 1671 – 1673 François de Haze
- 1673 – 1679 Frederik Lambertszoon Bent
- 1679 – 1683 Reynier Casembrood
- 1683 – 1688 Justus van den Heuvel
- 1689 – 1690 Joannes Keyts
- 1693 – 1695 Adriaan Verdonk
- 1695 – 1697 Alexander Berganje
- 1698 – 1701 Jacob Hoogkamer
- 1701 – I705 Magnus Wicchelman
- 1705 – 1708 Frans Casteleyn
- 1708 – 1712 Willem Bakker Jacobszn.
- 1712 – 1713 Pieter Macaré, de Jonge
- 1713 – 1714 Willem Bakker Jacobszn.
- 1715 – 1717 Henrik Grousius
- 1717 – 1718 Joan Josua Ketelaar
- 1718 – 1722 Jan Oets
- 1722 – 1723 Johannes de Croeze
- 1723 – 1723 Hermannus de Backer
- 1723 – 1728 Pieter 't Lam
- 1728 – 1735 Leendert de Cleen
- 1736 – 1740 Carel Coenad
- 1744 – 1749 Abraham van der Welle
- 1749 – 1751 Jacob van Schoonderwoerd
- 1751 – 1751 Huibert Johan de Heere
- 1752 – 1755 Jacob van Schoonderwoerd
- 1755 – 1756 Gerrit Aansorg
- 1755 – 1759 Tido Frederik van Kniphausen
- 1759 – 1762 Jan van der Hulst
- 1762 – 1766 Wilhelmus Johannes Buschman